# 指導棋士
指導棋士（しどうきし）は、日本将棋連盟による奨励会退会者に向けた、将棋普及を推進する為の制度のひとつである。1993年までは準棋士と呼ばれていた。
指導員と総称される、棋道正師範、棋道師範、棋道指導員、将棋指導員とは棋力面で大きな違いがある他、奨励会を経ている点で資格を得るまでの課程の違う、別の存在である。

## 名簿への掲載申請
以下の条件を満たしたものが指導棋士の資格を得、日本将棋連盟に申請し受理された場合に登録される。受理され指導棋士の資格を得た者は正式に連盟に登録され、連盟から依頼された将棋普及・振興のための諸活動を行う。
- 奨励会において初段以上に昇格した後に退会
- 日本将棋連盟に申請をおこない受理されること

日本将棋連盟のウェブサイトにて紹介される扱いであり、普及功績によって昇段をおこなう。ただし連盟の正会員である「棋士」とちがって棋士志望者の師匠になることはできず、棋士総会に出席することもできない。
指導棋士になると、アマチュアの将棋大会には参加することができない。

## 活動内容
準棋士という旧称からも分かるとおり、指導棋士は正棋士より下位に位置付けられる。「指導」とはアマチュアへの指導を意味する。
構造的には正式に連盟に登録され、連盟から許可された業務内容は「連盟から依頼された将棋普及・振興のための諸活動をおこなうこと」と規定されている。
具体的には
- 将棋教室やイベントの主催開催
- アマチュアの段級位認定
- 将棋関連イベントでの助手（棋士を補助）
- 研修会での幹事補佐

等である。

## 現状
現在将棋人口のなかで正規のプロ棋士でない者のレッスンまで希望するアマチュアの数が多くないこと、またプロの棋士のなかでもレッスンに重きをおいた者や、奨励会を経ない棋道師範や将棋指導員などの普及指導員が数多くいることもあり、指導のみで生計をたてるのはむずかしいのが現状である。
そのため将棋ライターや将棋雑誌などの編集者として将棋界に関わる者、本業の合間に活動する者、登録のみで実際にはほとんど活動していない者など様々である。

## おもな指導棋士
- 谷川勝敏 - あだ名のひとつに「男前のほうの谷川さん」関西を中心に普及活動で活躍している。
- 成田英二 - 大崎善生の小説『将棋の子』の主人公。2012年6月頃まで指導棋士登録されていた[1]。
- 小田切秀人 - こども将棋教室などに関与。
- 後藤元気 - 渡辺明の兄弟弟子。将棋ライター。
- 藤内忍 - 師匠は内藤國雄、大師匠は藤内金吾。
- 古澤耕二 - 古沢太穂の息子、観戦記者（ペンネーム・木屋太二）。
- 田中誠 - 田中寅彦の息子、囲碁・将棋チャンネルに所属、現在フリー、映像プロデューサー、棋士を使ったTV番組やCM等を多数制作、他に将棋漫画監修（モミジの棋節）等を多数。
- 加藤昌彦 - 文筆業。村山聖を主人公とした漫画『聖 -天才・羽生が恐れた男-』の脇役・加瀬伸治のモデル。
- 小池裕喜 - 奨励会員だった1989年3月2日、新人王戦で島朗竜王（当時）に勝利。奨励会員として史上初めてタイトル保持者から公式戦で勝ち星を挙げる。三段リーグで次点を二回取得。現在では次点二回でフリークラスとして四段昇段できる制度があるが、当時は制度設立前。同門の後輩に永瀬拓矢、加藤桃子、瀬川晶司他。2018年4月1日付で指導棋士六段。2019年豊島区議会議員選挙立候補。複数の新手のネット将棋での元祖。
- 池田将之 - 観戦記者としても活動。妻は女流棋士の村田智穂。
- 中嶋克安 - 二上達也の最初の弟子。師範代として主宰する「八王子将棋クラブ」にて羽生善治を小学校1年から6年まで指導。

## 参照書籍
- 「令和５年版　将棋年鑑　2023【-棋譜データ、動画付き-】」（2023年8月、著作者：日本将棋連盟　ISBN 978-4-8399-8378-9）

棋士アンケート参照